# Lingue semitiche orientali
Le lingue semitiche orientali sono una delle suddivisioni delle lingue semitiche.

## Classificazione
Le lingue semitiche orientali sono un ramo delle lingue semitiche, appartenenti alla famiglia linguistica afro-asiatica. Questo ramo è formato solo da lingue estinte da millenni:
- Lingue semitiche orientali
  - Lingua accadica (estinta)
    - Lingua assira (estinta)
    - Lingua babilonese (estinta)

  - Lingua eblaita (estinta)

Si differenziano abbastanza nettamente dalle altre lingue semitiche, che qualcuno definisce occidentali.

## Storia
Storicamente, si ritiene che i parlanti di queste lingue, provenienti da est, si fossero stanziati in Mesopotamia durante il III millennio a.C., come attestato da testi accadici del periodo. All'inizio del II millennio a.C. coloro che parlavano lingue semitiche orientali, in particolare gli Accadi, riuscirono a prendere il predominio sulla regione. A questo punto subirono l'influenza della lingua sumera, una lingua non semitica, e adottarono la scrittura cuneiforme.

## Fonologia
La comprensione moderna della fonologia delle lingue semitiche orientali può solo essere derivata, grazie ad attenti studi,  dai testi scritti comparati con la ricostruzione della lingua proto-semitica]. Ciò che colpisce di più è la perdita dell'occlusiva glottidale sorda o Aleph e della fricativa faringale sonora o ʿayn, entrambe sono caratteristiche di spicco delle lingue semitiche occidentali (per esempio, accadico bēl 'signore'  proto-semitico *ba‘al). In più, le lingue semitiche orientali non possiedono le tre fricative iniziali: *h, *ḥ, *ġ. La loro elisione sembra dare luogo alla presenza di una vocale "e", che non si ritrova nelle altre lingue semitiche (per esempio, accadico ekallu 'palazzo/tempio' proto-semitico *haykal). Sembra anche che le fricative interdentali diventino sibilanti (per esempio, accadico šalšu 'tre' proto-semitico *ṯalaṯ).  Tuttavia, l'esatta struttura fonologica delle lingue non è completamente conosciuta, e la mancanza di alcuni fonemi potrebbe derivare dalle carenze dell'ortografia Sumera nella descrizione di certi suoni, piuttosto che dalla loro assenza.

## Grammatica
L'ordine sintattico in semitico orientale potrebbe essere stato influenzato dal sumero, essendo Soggetto Oggetto Verbo anziché Verbo Soggetto Oggetto come nelle lingue semitiche occidentali.